# Créséïde
La Créséïde, anciennement Kroiseioi stateres, était un type de pièce de monnaie, en or ou en argent, frappé à Sardes par le roi de Lydie Crésus (561-546 av. J.-C.) à partir d'environ 550 av. J.-C. On attribue à Crésus l'émission des premières vraies pièces d'or d'une pureté standardisée destinées à la circulation générale, ainsi que le premier système monétaire bimétallique au monde.

## Précédents
Avant Crésus, son père Alyatte II avait déjà commencé à frapper  divers types de pièces de monnaie non standardisées. Elles étaient fabriquées dans un matériau naturel appelé électrum, un mélange variable d'or et d'argent (avec environ 54 % d'or et 44 % d'argent), et étaient utilisées en Lydie, dans sa capitale Sardes et dans les régions avoisinantes pendant environ 80 ans avant le règne de Crésus en tant que roi de Lydie. Le caractère imprévisible de la composition des pièces d'électrum impliquait qu'elles avaient une valeur variable, ce qui a considérablement entravé le développement d'une monnaie standardisée. Le symbole royal apposé sur la pièce, semblable à un sceau, indiquait la valeur du contenu en or, en argent ou en électrum.
Hérodote mentionne l'innovation de la monnaie, et de la monnaie étalon, réalisée par les Lydiens :

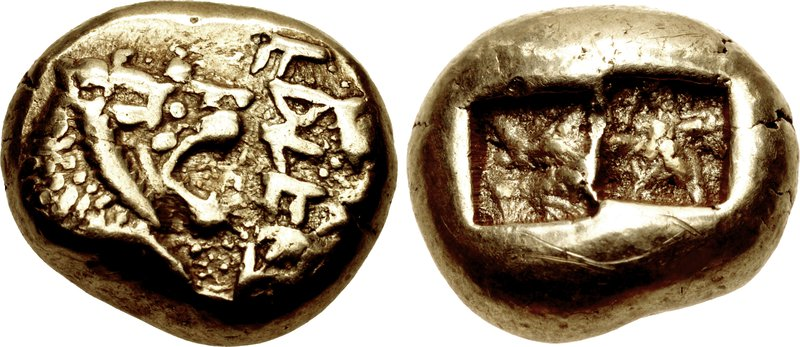
Monnaie d'Alyatte II en électrum, 620-563 av. Légende Walwel («Alyattes») en écriture lydienne.

« Pour autant que nous le sachions, ils [les Lydiens] ont été les premiers à introduire l'usage de pièces d'or et d'argent, et les premiers à vendre des marchandises au détail. »

— Hérodote, I.94

## Caractéristiques
Crésus remplaça toutes les pièces d'électrum par des pièces d'or et d'argent utilisant un seul type de pièce : les parties antérieures affrontées d'un lion et d'un taureau. Par rapport aux copies ultérieures réalisées par les Achéménides, les pièces originales de Crésus présentent un rendu plus naturel des deux animaux. Le revers était frappé de deux carrés incisés. Les pièces ont été frappées dans la capitale du royaume de Lydie. L'or et l'argent étaient raffinés à Sardes à partir de l'électrum brut dans des ateliers de cette ville. Des fouilles archéologiques récentes ont montré, d'un point de vue stratigraphique, que les premières Créséïdes ont bien été émises par Crésus avant l'invasion achéménide, et non après, comme on l'a parfois suggéré,.
Les pièces en or avaient un poids initial de 10,7 grammes. Les pièces d'argent étaient également émises en 10,7 grammes, ainsi que de nombreuses petites coupures, de 1/3 à 1/48. Cela en fait le premier système monétaire bimétallique au monde, bien que l'idée des coupures d'argent plus petites soit née à Cyme (Aeolis) sous Hermodike II.

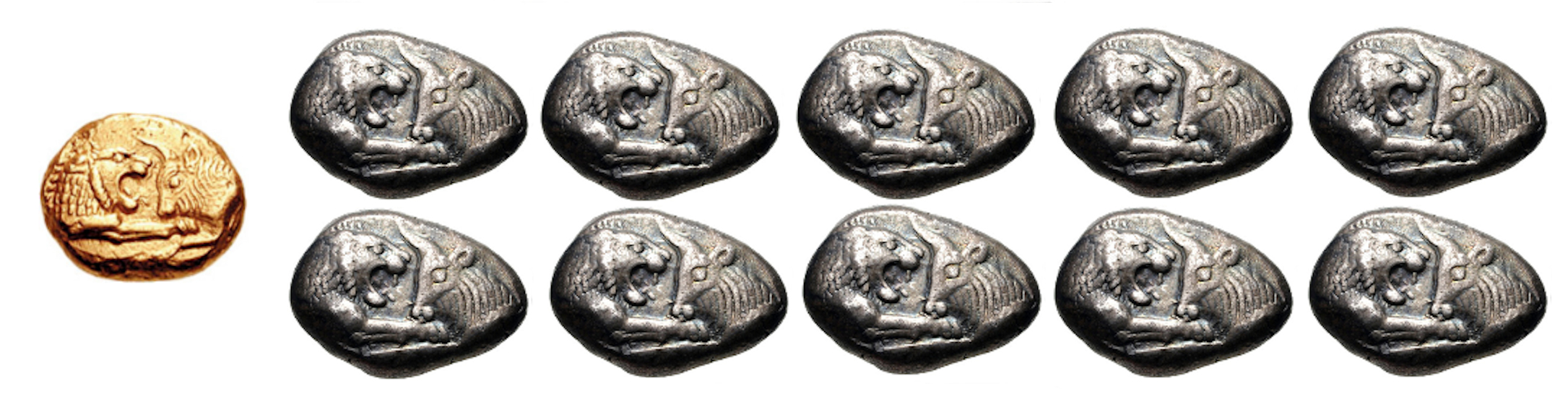
Équivalence bimétallique de Créséide : 1 Créséide d'or de 8,1 grammes équivalait à 10 Créséides d'argent de 10,7 grammes.

Cependant, peu après, les pièces d'or ont été frappées dans un étalon plus léger de 8,1 grammes. Cette modification du poids peut être le résultat d'une politique d'échange et de retrait de toutes les pièces d'électrum en circulation au format plus lourd, les 10,7 grammes correspondant au poids nominal de l'or dans un stater d'électrum standard de 14,1 grammes (environ 70 %). Une fois cette opération réalisée, les pièces ont été allégées à 8,1 grammes, ce qui correspond au poids réel de l'or contenu dans les pièces d'électrum, qui avaient souvent été volontairement dépréciées. La réduction du poids du stater d'or à 8,1 grammes a également permis de simplifier le mécanisme d'échange entre l'or et l'argent, puisque désormais 1 stater d'or de 8,1 grammes correspondait exactement en valeur à 10 statères d'argent de 10,7 grammes, ou à 20 pièces d'argent de 5,35 grammes (poids du futur Siglos achéménide), puisque le taux de change courant sur une base pondérale était de 1 pour 13,3 à l'époque,,.
Les Créseïdes étaient une monnaie très fiable, ce qui était un grand avantage par rapport à leurs prédécesseurs en électrum. Les pièces d'or pur et celles d'argent pur avaient toutes une valeur intrinsèque validée, entièrement garantie par leur pureté et clairement définie par leurs poids qui étaient normalisés. En revanche, la composition réelle des différentes pièces d'électrum était très difficile à déterminer, de sorte que la véritable valeur inhérente de chaque pièce ne pouvait pas être facilement estimée. Le symbole royal, ou timbre, créé sous les règnes des Alyattes (Alyatte II et son fils Crésus), donnait aux pièces une valeur déclarée et, aujourd'hui encore, nous utilisons une monnaie symbolique, dont la valeur est garantie par l'État et non par la valeur du métal utilisé dans les pièces.

### Symbolique
« Le motif du lion attaquant le taureau sur ce type de pièce a été diversement interprété comme symbolisant le soleil et la lune, le printemps et l'hiver (la chute de la constellation du Taureau correspondait à la date des semailles de printemps), la force et la fertilité, l'Asie Mineure et l'Europe, ainsi que la Lydie et sa voisine la Phrygie. »

Le lion - symbole de la Lydie - et le taureau - symbole du Zeus hellénique (de la Séduction d'Europe ) - se font face en signe de trêve. Il est à noter que les lions de chasse attaquent par l'arrière et que l'image d'un prédateur et d'une proie s'allongeant ensemble en paix se retrouve dans d'autres textes anciens, par exemple « ...le veau, le lion et l'enfant d'un an ensemble...» vers 700 av. J.-C. Dans le contexte historique de l'alliance de la Lydie avec Agamemnon de Cyme, un accord scellé par le mariage de la Grecque Hermodike II, peut-être la mère de Crésus, avec son père, Alyettes (alias un futur Midas). Cependant, il ne faut pas confondre la paix entre Lydiens et Grecs avec la tentative de conquête de Milet par Crésus. Quoi qu'il en soit, le symbole de la paix entre les Grecs d'Asie Mineure, les Lydiens et, plus tard, les Perses a perduré longtemps après la mort de Crésus, jusqu'à ce que Darius le Grand introduise de nouvelles pièces vers 500 av. J.-C.

## Créséïdes achéménides

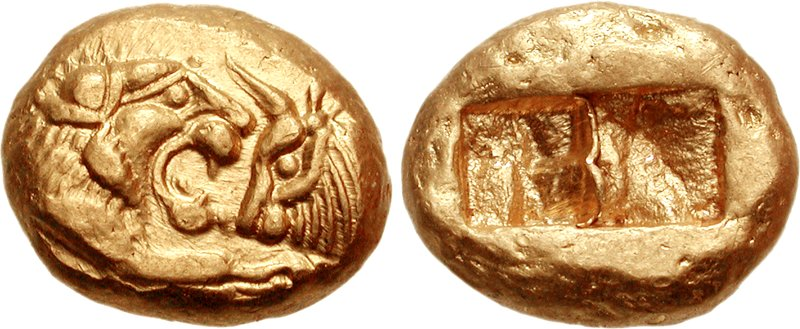
Créséïde achéménide, époque de Cyrus le Grand à Darius I. Vers 545-520 av. J.C. Poids : 8,06 g, frappe à Sardes. Le dessin des animaux est plus rigide que celui des pièces lydiennes d'origine.

Lorsque Cyrus le Grand, souverain de l'Empire achéménide  envahit la Lydie, et le reste de l'Asie Mineure, il adopta le système bimétallique initialement introduit par Crésus et continua à frapper des pièces d'or et d'argent à Sardes selon le modèle de la Créséïde jusqu'aux alentours de 520 av. J.-C. Le dessin des animaux était cependant plus rigide, moins naturel que celui des pièces lydiennes d'origine.
Ces pièces ont été trouvées comme neuves dans le trésor d'Apadana, des pièces déposées sous la première pierre de l'Apadana à Persépolis, datées d'environ 515 av. J.-C., ce qui confirme qu'elles ont été frappées récemment sous le règne achéménide. Le dépôt ne contenait pas de darique ni de sicle, ce qui suggère fortement que ces pièces achéménides n'ont commencé à être frappées que plus tard, après la fondation du palais Apadana.

## Remplacement des Créséïdes par des monnaies achéménides
Sous Darius Ier, la frappe des Créseïdes à Sardes a été remplacée par celle de darique et de sicle, probablement vers 515 av. J.C. La plus ancienne pièce d'or de l'Empire achéménide, le darique, suivait l'étalon de poids du Créseïde, et est donc considérée comme plus tardive et dérivée du Créseïde. Le poids du darique aurait ensuite été modifié par une réforme métrologique, probablement sous Darius I.
Sardes est restée l'atelier central de frappe des dariques et des sicles perses de la monnaie achéménide, et il n'existe aucune preuve de l'existence d'autres ateliers de frappe pour les nouvelles pièces achéménides pendant toute la durée de l'empire achéménide. Bien que le darique en or soit devenu une monnaie internationale que l'on trouvait dans tout le monde antique, la circulation des sicles en argent est restée très limitée à l'Asie Mineure : d'importants trésors de sicles ne sont découverts que dans ces régions, et les découvertes de sicles au-delà sont toujours très limitées et marginales par rapport aux pièces grecques, même dans les territoires achéménides.